# 埃里納鎮區 (伊利諾伊州格蘭迪縣)
埃里納鎮區（英語：Erienna Township）是位於美國伊利諾伊州格蘭迪縣的一個行政鎮區。

## 地方資料
根據2010年美國人口普查的數據，埃里納鎮區的面積為55.80平方千米，當中陸地面積為54.00平方千米，而水域面積為1.80平方千米。當地共有人口2432人，而人口密度為每平方千米43.58人。